# Stripes
Stripes is een Amerikaanse komische film uit 1981. Deze film is geregisseerd door Ivan Reitman.

## Verhaal
John Winger, een taxichauffeur, verliest binnen een paar uur tijd zijn baan, zijn auto, en zijn vriendin. Beseffend dat zijn leven een grote mislukking is, besluit hij bij het leger te gaan. Hij haalt zijn vriend Russell Ziskey over hetzelfde te doen.
De twee gaan naar Fort Arnold, waar ze hun training krijgen van sergeant Hulka. Winger blijkt al snel het buitenbeentje van de rekruten. Tijdens hun opleiding worden Ziskey en Winger verliefd op twee vrouwelijke soldaten genaamd Louise en Stella. Winger en Ziskey gaan ook een keer illegaal naar een modderworstelbar. Wanneer ze daar worden betrapt met andere rekruten, zorgen Louise en Stella ervoor dat ze ongezien wegkomen. De rest van de rekruten krijgt echter wel straf; ze moeten de hele training overdoen. Winger en Ziskey besluiten hen te helpen zich voor te bereiden op hun afstuderen. Dankzij hun aanmoediging slagen alle rekruten.
Eenmaal afgestudeerd wordt de hele ploeg naar Italië gestuurd, waar ze een EM-50 Urban Assault Vehicle moeten bewaken. Winger en Ziskey stelen uit verveling het voertuig om hun vriendinnen te kunnen bezoeken, die in West-Duitsland zijn gelegerd. Wanneer hun bevelhebber, de incompetente kapitein Stillman, de vermissing van het voertuig ontdekt, zet hij alles op alles om het terug te krijgen. Hij belandt hierbij op Tsjecho-Slowaaks grondgebied en wordt gevangengenomen. Winger, Ziskey, Louise, en Stella vernemen wat er gebeurd is, en ondernemen met succes een reddingsactie.
Terug in de Verenigde Staten wordt het viertal als helden onthaald.

## Rolverdeling
| Acteur           | Personage                    |
| ---------------- | ---------------------------- |
| Bill Murray      | John Winger                  |
| Harold Ramis     | Russell Ziskey               |
| Sean Young       | MP Louise Cooper             |
| John Larroquette | Capt. Stillman               |
| Judge Reinhold   | Pvt. Elmo Blum               |
| John Candy       | Pvt. Dewey 'Ox' Oxberger     |
| Bill Paxton      | Soldier                      |
| Timothy Busfield |                              |
| Warren Oates     | Sgt. Hulka                   |
| P.J. Soles       | MP Stella Hansen             |
| John Voldstad    | ordonnans van Capt. Stillman |
| Dennis Quaid     |                              |